# Saint-Jean-d'Ardières
Saint-Jean-d'Ardières is een plaats en was een gemeente in het Franse departement Rhône in de regio Auvergne-Rhône-Alpes en telt 2537 inwoners (2005). De plaats maakt deel uit van het arrondissement Villefranche-sur-Saône.

## Geschiedenis
Op 1 januari 2019 gingen de gemeenten Belleville en Saint-Jean-d'Ardières op in de commune nouvelle Belleville-en-Beaujolais.

## Geografie
De oppervlakte van Saint-Jean-d'Ardières bedraagt 12,4 km², de bevolkingsdichtheid is 204,6 inwoners per km².
De onderstaande kaart toont de ligging van Saint-Jean-d'Ardières met de belangrijkste infrastructuur en aangrenzende gemeenten.

## Demografie
Onderstaande figuur toont het verloop van het inwonertal (bron: INSEE-tellingen).